# Diederik Jacob van Tuyll van Serooskerken

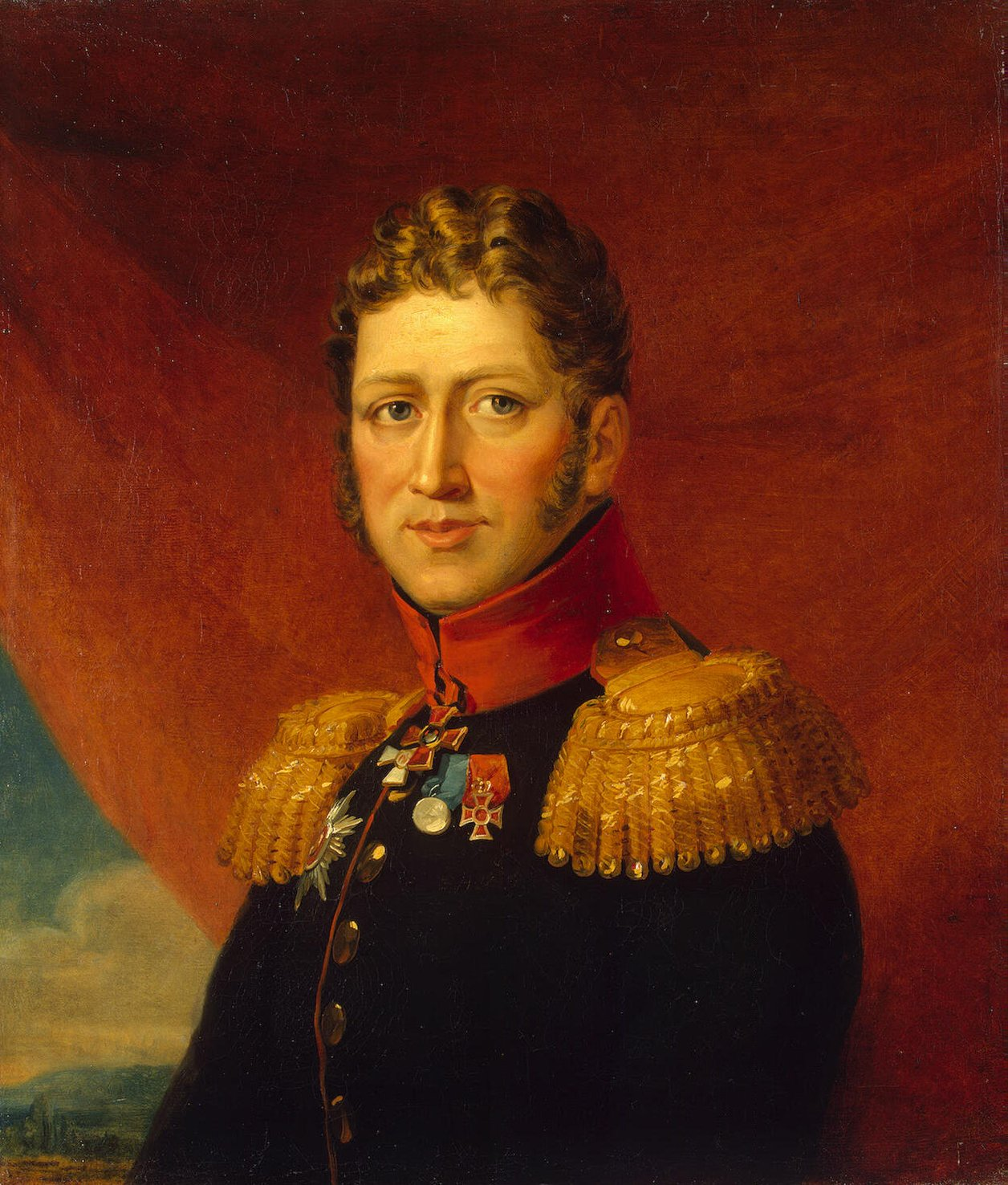
Tuyll van Serooskerken, Maler George Dawe, Military Gallery des Winterpalastes, Eremitage

Diederik Jacob van Tuyll van Serooskerken (russisch Фёдор Васильевич Тейль ван Сераскеркен, Fjodor Wassiljewitsch Tejl wan Seraskerken; * 1772; † 1826) war ein russischer Botschafter.

## Leben
Diederik Jacob baron (Deutsch: Freiherr) van Tuyll van Serooskerken, ein Sohn von Willem René baron van Tuyll van Serooskerken (1743–1839) und Johanna Catharina Fagel (1747–1833), war ein Kommandant russischer Truppen im napoleonischen Krieg. Er stammte aus niederländischem Adel und diente in der niederländischen Armee, von welcher er am 23. November 1803 seinen Abschied nahm. 
1805 leitete er eine Expedition nach Korfu im Rang eines Majors. 1807 kämpfte er auf französischer Seite in Preußen. Im Russisch-Schwedischen Krieg (1808–1809) war er in verschiedenen Generalstabstellen eingesetzt. Bei der Schlacht von Idelsalmi wurde er verwundet. 1808 wurde er zum Oberstleutnant und am 14. April 1809 zum Colonel befördert.
1810 war er als russischer Botschafter in Wien akkreditiert und forschte Stärke und Bewegungen der napoleonischen Truppen aus.
1813 wurde er Generalquartiermeister. 1813 bis 1814 nahm er an Schlachten teil.
Seit Mai 1814 war er an verschiedenen russischen diplomatischen Missionen in Neapel beteiligt und beim Heiligen Stuhl akkreditiert.

## Belege
1. ↑  E. P. de Booy: Inventaris van het archief van het huis Zuilen 1385-1951, Utrecht 1990, 2009, S. 155, und Nederland's Adelsboek 95 (2010), S. 414

| Vorgänger                     | Amt                                                     | Nachfolger                  |
| ----------------------------- | ------------------------------------------------------- | --------------------------- |
| Andrei Jakowlewitsch Daschkow | Botschafter des Russischen Reiches in den USA 1822–1826 | Paul Alexander von Krüdener |

| Personendaten    | Personendaten |
| ---------------- | --- |
| NAME             | Tuyll van Serooskerken, Diederik Jacob van                                                                                |
| ALTERNATIVNAMEN  | Тейль ван Сераскеркен; Фёдор Васильевич (russisch); Tejl wan Seraskerken, Fjodor Wassiljewitsch (russisch, transkribiert) |
| KURZBESCHREIBUNG | russischer Botschafter |
| GEBURTSDATUM     | 1772 |
| STERBEDATUM      | 1826 |
| STERBEORT        | auf Schloss Zuylen, nördlich von Utrecht                                                                                  |